# Eddy Van Mullem
Eddy Van Mullem (8 december 1951) is een Belgische voormalige atleet, die zich had toegelegd op de lange afstand. Hij nam viermaal deel aan de wereldkampioenschappen veldlopen en behaalde daarbij een gouden medaille in het landenklassement.

## Biografie
Van Mullem werd in 1974 eerste op 5000 m op de Franse kampioenschappen. Hij nam dat jaar op deze afstand ook deel aan de Europese kampioenschappen. Hij gaf op in de series.
Van Mullem nam tussen 1975 en 1979 vier, waarvan drie opeenvolgende keren, deel aan de wereldkampioenschappen veldlopen. In 1977 werd hij eenenvijftigste, zijn beste resultaat en won hij met de Belgische ploeg het landenklassement.

### Clubs
Van Mullem was aangesloten bij Daring Club Leuven.

## Kampioenschappen

### Internationale kampioenschappen
| Onderdeel | Titel               | Jaar |
| --------- | ------------------- | ---- |
| veldlopen | landenklassement WK | 1977 |

## Persoonlijke records
| Onderdeel | Prestatie | Datum        | Plaats   |
| --------- | --------- | ------------ | -------- |
| 1500 m    | 3.40,1    | 24 juli 1974 | Turijn   |
| 5000 m    | 13.38,2   | 15 juni 1977 | Papendal |

## Palmares

### 5000 m
- 1974:  Franse kampioenschappen - 13.45,0
- 1974: DNF in serie EK in Rome

### 10.000 m
- 1975:  BK AC - 29.27,4
- 1980:  BK AC - 29.04.1
- 1975:  Franse kampioenschappen - 28.19,08

### veldlopen
- 1970: 4e Landenprijs junioren in Vichy
- 1971: 10e Landenprijs junioren in San Sebastian
- 1975:  BK AC in Waregem
- 1975: DNF WK in Rabat
- 1976: 79e WK in Chepstow
- 1976:  Cross van Hannuit
- 1977: 51e WK in Düsseldorf
- 1977:  landenklassement WK
- 1979: 53e WK in Limerick